# Real Humans
Real Humans (Äkta Människor em sueco) é uma série televisiva da Suécia criada por Lars Lundström e produzida por Harald Hamrell e Levan Akin. O programa estreou em 22 de Janeiro de 2012 no canal SVT1.

## Enredo
A história se passa na Suécia tempo presente em um universo paralelo, onde o uso de androides a nível consumidor é comum. Os androides, conhecidos como hubots, são usados como servos, trabalhadores e companhia. Enquanto algumas pessoas abraçam esta nova tecnologia, outros estão assustados com o que pode acontecer quando os seres humanos são substituídos como trabalhadores, empresa, pais e até mesmo amantes. Um movimento político de extrema-direita contra a propagação dos hubots chama-se "seres humanos reais", com alguns membros usando o termo depreciativo "Pacmans" para se referir aos hubots.
Modelos específicos são projetados para várias funções, cada um com características diferentes. Hubots são normalmente programados para reconhecer e obedecer ao seu proprietário e pode aprender habilidades e pegar o conhecimento através da observação dos seres humanos. Hubots tornaram-se comuns em muitos locais de trabalho, especialmente para tarefas repetitivas, e substituíram os trabalhadores humanos.
Embora eles sejam projetados para se parecer com os seres humanos em todos os sentidos, hubots são geralmente fáceis de reconhecer: eles têm pele impecável e brilhante, cabelo lustroso e olhos (geralmente muito azul ou muito verde) artificiais e brilhantes. Todos os Hubots também tem uma porta USB, quer na parte posterior do pescoço ou na parte inferior das costas, que é utilizada para programação e data. O botão para ativar ou desligar de um hubot está localizado sob a axila esquerda, como um cabo de tomada de parede padrão para fins de recarga. Hubots exigem apenas eletricidade para sobreviver e deve, ser recarregados regularmente, durante o qual eles entram em um estado de sono. A pele parece semelhante à pele humana e é mantido à temperatura do corpo, mas debaixo da pele, eles têm componentes metálicos que contém um fluido lubrificante azul conhecido como HubFluid.
Hubots são projetados para serem dóceis e obedientes e são programados com um conjunto de regras chamados protocolos "Asimov" que os impedem de prejudicar seres humanos. No entanto, alguns hubots foram modificados além dos protocolos legais para funcionar como amantes ou guarda-costas. Tais práticas são ilegais na Suécia e aqueles que modificarem a programação dos hubots são conhecidos como "Casa-cervejeiros". Um pequeno e pouco financiado ramo da polícia é criado para investigar crimes relacionados aos hubots, conhecidos como E-Hurb. Atividade sexual Hubot-humano é um tabu, mas não é incomum e muitos hubots são programados para a atividade sexual. Aqueles que buscam relações sexuais com hubots são ironicamente chamados de "Hubbies".
Além disto, alguns hubots (aqueles reprogramado pelo criador de hubots David Eischer) começaram a desenvolver sentimentos, desejos e suas próprias metas de acordo com a sua programação que lhes permitiu desenvolver o livre-arbítrio e a independência dos seres humanos. No entanto, eles ainda são muitas vezes ingênuos e não mundanos e às vezes não conseguem entender as nuances do complexo comportamento humano.